# Tethya levii
Tethya levii är en svampdjursart som beskrevs av Sarà 1988. Tethya levii ingår i släktet Tethya och familjen Tethyidae.
Artens utbredningsområde är Nya Kaledonien. Inga underarter finns listade i Catalogue of Life.